# 陈绍泽
陈绍泽（1955年11月—），男，汉族，江苏盱眙人，中华人民共和国政治人物。

## 生平
1975年12月，加入中国共产党。1977年3月在南京河运学校驾驶专业学习，1978年7月任长航南京分局保卫科办事员、纪委干事，1983年9月任南京市委工交部干部处干事。
1984年6月任江苏省纪委办公厅秘书，1985年11月升江苏省纪委办公室副科级秘书，1988年1月升江苏省纪委办公室正科级秘书，1989年12月升江苏省纪委办公厅副处级秘书。
1993年2月任江苏省纪委办公厅综合处处长，1994年3月任江苏省纪委第四纪检监察室副主任，1996年7月任江苏省纪委副秘书长、办公厅副主任，1998年12月任江苏省纪委副秘书长、办公厅主任。
2000年12月任江苏省纪委常委、监察厅副厅长，2001年11月任江苏省纪委副书记、监察厅副厅长，2002年9月任江苏省纪委副书记。
2005年3月至2013年3月担任中共南京市委副书记、市纪委书记、市委党校校长，2013年1月至2018年1月出任南京市人大常委会主任、党组书记。
2013年，被选为第十二届全国人民代表大会江苏地区全国人大代表。